# 척 E. 치즈
처키 치즈(Chuck E. Cheese's)는 어린이를 위한 게임 센터가 가미된 미국의 대형 피자 체인점이다. 1977년 캘리포니아주 산호세에서 개업했으며, 본사는 텍사스주 어빙에 위치해 있다. 현재 500여개가 넘는 매장을 운영하고 있다.

## 대중문화
- 프레디의 피자가게: 프레디 파즈베어의 피자집(Freddy Fazbear's Pizza)가 나온다. 처키치즈 실제 총격사건을 모티브로 제작한 게임이다.